# 利翁·福伊希特万格
利翁·福伊希特万格（德語：Lion Feuchtwanger，發音：[ˈliːɔn ˈfɔʏçtˌvaŋɐ] ⓘ；1884年7月7日—1958年12月21日），出生于德国慕尼黑，是一位德国犹太小说作家。

## 教育
福伊希特万格出生于一个犹太家庭，他在慕尼黑和柏林读文学和哲学。

## 早年生涯和迫害
福伊希特万格参加第一次世界大战，这个经验使得他的作品比较偏左。他很快就成为一个在文学界知名的人物，当他的第一部小说《犹太人徐斯》1925年出版时他已经相当有名了。他还发表了批判纳粹党和阿道夫·希特勒的《成功》（Erfolg）。纳粹上台后很快就开始迫害福伊希特万格。1933年初福伊希特万格出访美国，1月30日在华盛顿哥伦比亚特区他应当时德国驻美国大使弗里德里希·威廉·冯·普利特维茨和迦弗隆的邀请参加晚餐。当晚希特勒被任命为帝国总理。第二天冯·普利特维茨和迦弗隆辞去大使职并劝告福伊希特万格不要回德国。
同时他在德国的家被搜查，他巨大的藏书室里的许多东西被偷走或者被破坏，其中包括他计划中的一些作品的无价的草稿（他的小说《奥帕曼一家》里有一个人受到了同样的对待）。
福伊希特万格和他的妻子没有回德国，而是在法国南部住下了。在德国他的书在1933年5月10日焚书时也被烧。8月25日福伊希特万格是第一批被纳粹以“背叛德意志帝国和德意志人民”为由被剥夺德国国籍的人之一。因为福伊希特万格在纳粹上台前就已经预言了许多他们的罪行，因此希特勒将他看作是自己的大敌。纳粹将福伊希特万格称为是“第一公敌”。
1940年纳粹宣传部长約瑟夫·戈培爾还蓄意篡改福伊希特万格的著作《犹太人徐斯》，在里面加上了许多反犹太的内容，拍成电影。
福伊希特万格在伦敦和巴黎放弃对希特勒的绥靖之前就已经在他的著作中揭示了纳粹的种族政策。他也抨击了美国政治家提出“给希特勒一个机会”的建议。1933年他发表的《奥帕曼一家》成为第三帝国的反对者最重要的声音，在一年之内这部书就被翻译为捷克语、丹麦语、英语、芬兰语、希伯来语、匈牙利语、挪威语、波兰语和瑞典语。
1936年福伊希特万格写了《伪尼禄》，将一名自称为是尼禄的古罗马骗子与希特勒相比。
1937年他访问苏联，他将他在莫斯科的经历写在《莫斯科1937年》中，显示出他赞扬在斯大林领导下的生活，显然对大清洗一无所知。他还对作秀公審表示赞许，这部书被批评为是天真的辩护主义。

## 被捕和逃亡
1940年德国入侵法国后福伊希特万格被捕和被关押。1941年他发表了《在法国的魔鬼》，回忆他被关押时的遭遇。在他的妻子以及其他人的帮助下他得以逃脱。他在美国获得政治避难，最后于1941年在加利福尼亚州太平洋帕利塞德定居，并继续写作，直到他1958年逝世。